# 젠틀 크리처 (2017년 영화)
젠틀 크리처(Krotkaya, A Gentle Creature)는 프랑스, 우크라이나, 독일, 라트비아, 리투아니아, 네덜란드, 러시아에서 제작된 세르게이 로즈니차 감독의 2017년 드라마 영화이다. 표도르 도스토옙스키의 동명의 소설을 바탕으로 제작되었다. 바실리나 마코브세바 등이 주연으로 출연하였다.

## 출연

### 주연
- 바실리나 마코브세바
- 마리나 크레취체바
- 리아 아히드쟈코바

### 조연
- 발레리우 안드리우타
- 세르게이 콜레소프